# Bluffpoker
Bluffpoker är en pokervariant.
Fem spelkort delas ut till varje spelare varefter ett byte genomförs. Varje spelare får sedan i tur och ordning tala om vilken pokerhand de sitter på. Det är tillåtet att ljuga. Spelaren med lägst hand skall gissa om det är någon av de andra som ljuger. De har nu lagt upp två av sina kort så att alla kan se dem. Om han gissar rätt åker den bluffande spelaren ut. Om han inte bluffar åker gissaren ut.
Annan variant: Fem spelkort delas ut till en spelare varefter ett byte genomförs. Spelaren måste tala om vilken pokerhand denne sitter på. Det är tillåtet att ljuga. Handen skickas sedan vidare till nästa spelare som måste genomföra ett byte. Den hand denne uppger måste vara samma eller bättre än den som föregående spelare uppgav. Om den spelare som tar emot handen tror att föregående spelare bluffar, så vänder denne på korten så att alla kan se dem. Om han gissar rätt åker den bluffande spelaren ut. Om han inte bluffar åker gissaren ut.
Begreppet används bildligt för att beskriva någon som bluffar inom politik och ekonomi, exempelvis: När ska kommunmedborgarna genomskåda den bluffpoker som kommunalrådet spelar?